# Virumaa

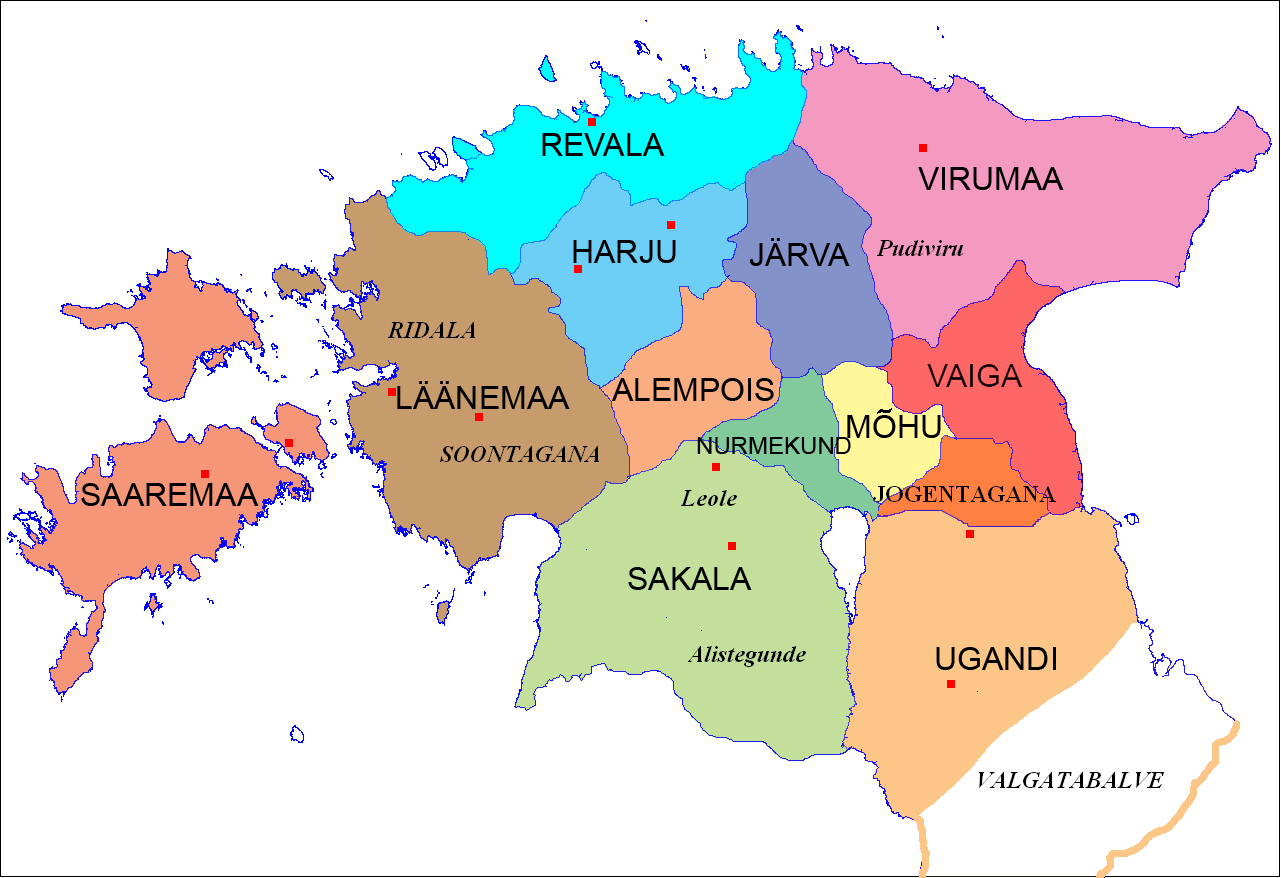
Le Wierland (en rose) dans l'Estonie antique.

Le Virumaa (latin : Vironia; Bas allemand: Wierland; Old Norse: Virland) est une province historique du nord de la Livonie au nord-est de l’actuelle Estonie.
Le district appartint au Danemark et fut vendu à l’Ordre Livonien au XIIIe siècle. 
C’était un district (Kreis) du gouvernement d’Estland, du temps de l’Empire russe.
Le district de Wierland, qui correspond à  l'actuel  Virumaa, regroupait le Wierland occidental (aujourd’hui Viru occidental) et le Wierland oriental (aujourd’hui Viru oriental). 
Sa langue administrative fut l'allemand jusqu’en 1919.